# Gödern
Gödern ist ein Ortsteil der Gemeinde Göhren im Landkreis Altenburger Land in Thüringen.

## Lage
Gödern befindet sich westlich der Stadt Altenburg im Zeitzer-Altenburger-Lösshügelland, einem Ausläufer der Leipziger Tieflandbucht. Nördlich des Orts mündet der Kleine Gerstenbach in den Gerstenbach, der wiederum in die Pleiße mündet. Verkehrsmäßig ist Gödern wie die weiteren Ortsteile von Gödern mit der Landesstraße 1362, der Kreisstraße 210 und mit Ortsverbindungsstraßen gut erreichbar.

## Geschichte

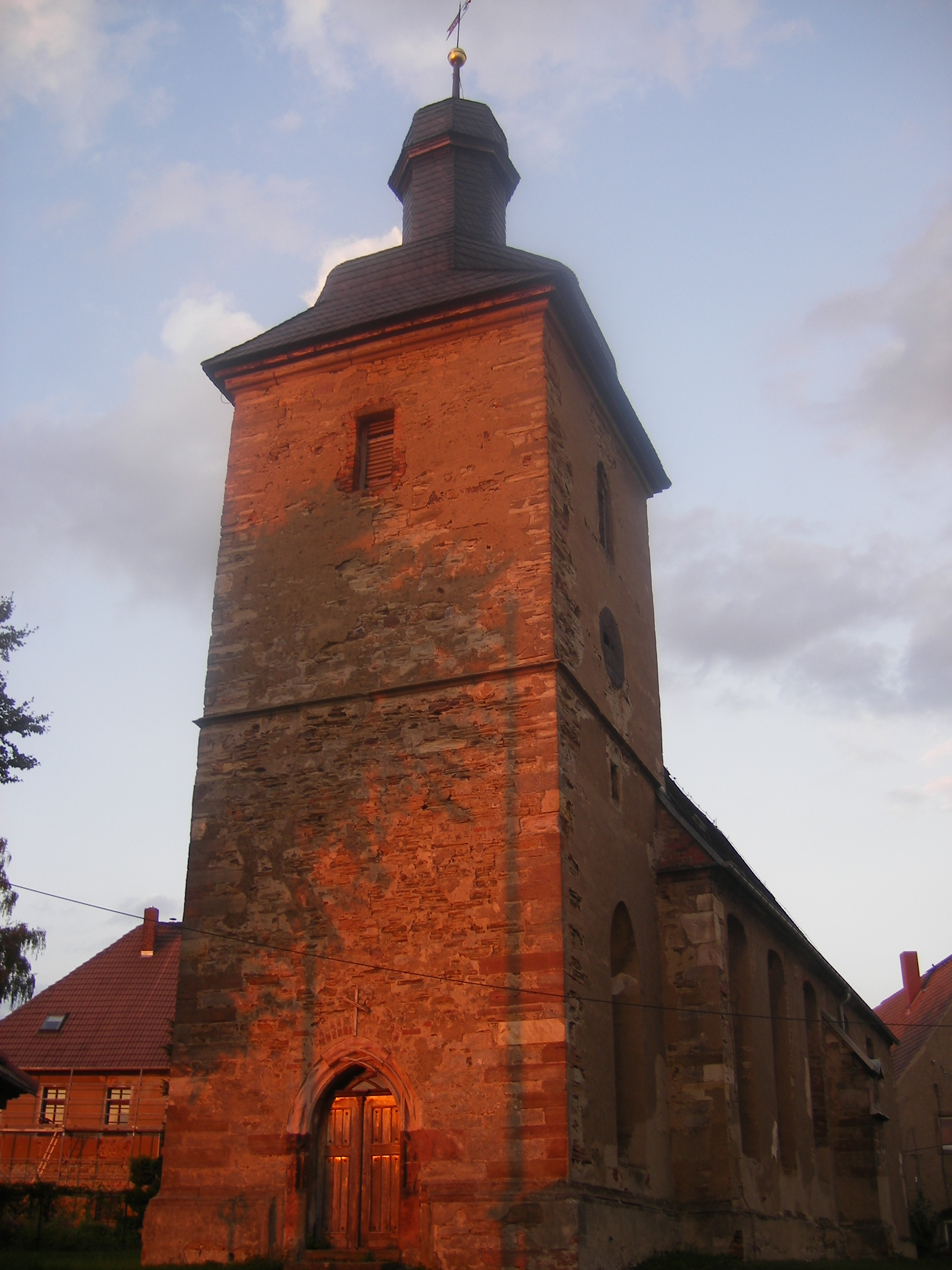
Kirche

Der Ort Gödern wurde erstmals urkundlich zwischen 1165 und 1170 erwähnt. Der altsorbische Ortsname „Guderin“ hat die Bedeutung „Ort eines Chudera“. Die Kirche geht auf einen Bau aus dem Jahr 1507 zurück, die achteckige Schweifkuppel des Turms wurde 1704 errichtet. Gödern besitzt seit 1792 eine Schule, die 1861 erweitert wurde. In der heutigen Schule befindet sich viel heimatkundliches Material.
Gödern gehörte zum wettinischen Amt Altenburg, welches ab dem 16. Jahrhundert aufgrund mehrerer Teilungen im Lauf seines Bestehens unter der Hoheit folgender Ernestinischer Herzogtümer stand: Herzogtum Sachsen (1554 bis 1572), Herzogtum Sachsen-Weimar (1572 bis 1603), Herzogtum Sachsen-Altenburg (1603 bis 1672), Herzogtum Sachsen-Gotha-Altenburg (1672 bis 1826). Bei der Neuordnung der Ernestinischen Herzogtümer im Jahr 1826 kam der Ort wiederum zum Herzogtum Sachsen-Altenburg.
Nach der Verwaltungsreform im Herzogtum gehörte er bezüglich der Verwaltung zum Ostkreis (bis 1900) bzw. zum Landratsamt Altenburg (ab 1900). Das Dorf gehörte ab 1918 zum Freistaat Sachsen-Altenburg, der 1920 im Land Thüringen aufging. 1922 kam es zum Landkreis Altenburg.
Am 1. Oktober 1938 wurde der Weiler Lutschütz nach Gödern eingemeindet. Die Gemeinde Gödern kam wiederum am 1. Juli 1950 zur Gemeinde Göhren. Bei der zweiten Kreisreform in der DDR wurden 1952 die bestehenden Länder aufgelöst und die Landkreise neu zugeschnitten. Somit kam Gödern als Ortsteil von Göhren mit dem Kreis Altenburg an den Bezirk Leipzig. Seit 1990 gehört der Landkreis Altenburg zu Thüringen. Er ging am 1. Juli 1994 im neuen Landkreis Altenburg, der in Landkreis Altenburger Land umbenannt wurde, auf. 2012 wohnten im Ortsteil 70 Personen.

## Kirche
Dorfkirche Gödern